# Aspoeckiella
Aspoeckiella är ett släkte av insekter. Aspoeckiella ingår i familjen fjärilsländor.
Kladogram enligt Catalogue of Life:
| Aspoeckiella | \| \| Aspoeckiella gallagheri \| \| \| \| \| \| Aspoeckiella hyalina \| \| \| \| |
|              | \| \| Aspoeckiella gallagheri \| \| \| \| \| \| Aspoeckiella hyalina \| \| \| \| |
|              | Aspoeckiella gallagheri                                                          |
|              |                                                                                  |
|              | Aspoeckiella hyalina                                                             |
|              |                                                                                  |